# Matsudaira Norikata
Matsudaira Norikata est un nom japonais traditionnel ; le nom de famille (ou le nom d'école), Matsudaira, précède donc le prénom (ou le nom d'artiste).
Le comte Matsudaira Norikata (松平 乗謨, 18 décembre 1839-26 janvier 1910) est le 8e et dernier daimyō du domaine d'Okutono dans la province de Mikawa et l'unique daimyō du domaine de Tanoguchi dans la province de Shinano. Il exerce les fonctions de rōjū et wakadoshiyori au sein de l'administration du shogunat Tokugawa et participe au gouvernement de Meiji à la suite de la restauration de Meiji. Il est l'un des fondateurs de la Croix-Rouge japonaise. Il est également connu sous le nom Ogyu Yuzuru (大給恒).

## Biographie
Né dans le domaine d'Okudono, Matsudaira est le fils ainé et héritier de Matsudaira Noritoshi. Son père prend sa retraite en mars 1852. L'année suivante, avec l'arrivée du commodore américain Matthew C. Perry et de sa flotte, le shogunat intensifie les préparatifs militaires contre une possible invasion étrangère. Matsudaira est nommé hyōbu-shō (deuxième assistant directeur) auprès de l'armée shogunale, position essentiellement honorifique mais qui lui permet de former les paysans de son domaine en une force militaire rudimentaire sur le modèle occidental. En 1860, il est nommé maître de cérémonie pour le pèlerinage annuel sur la tombe de Tokugawa Ieyasu à Nikkō. En 1863, il devient obangashira et est élevé au rang de wakadoshiyori plus tard cette même année. Vers la fin de l'année, il déplace le siège de son domaine d'Okudono à Tanoguchi (le domaine d'Okudono est inhabituel en ce qu'il se compose de plusieurs petits territoires largement séparés géographiquement). Comme Matsudaira est un partisan de la modernisation à l'occidentale de l'armée, il fait construire son nouveau château dans le style occidental du fort en étoile à cinq branches qui devient le château de Tatsuoka. Le domaine est aussi appelé han de Tatsuoka d'après le nom de l'emplacement du château. Avec le Goryokaku à Hakodate, Hokkaidō, c'est l'un des deux forts en étoile du Japon.
Matsudaira est en désaccord avec Matsudaira Yoshinaga en ce qui concerne la question de la fin de la politique d'isolement national (sakoku) et se retrouve exclu des rangs du wakadoshiyori mais est rappelé pour son expertise militaire l'année suivante et réintégré. Il accède au rang de rōjū en juin 1866, ce qui lui permet de participer à des négociations entre le shogunat Tokugawa et la cour impériale plus tard cette année-là. Il encourage également le shogunat à embaucher des conseillers militaires français pour aider à moderniser ses forces et à développer son concept d'une armée paysanne de conscrits pour compléter les forces traditionnelles de samouraïs, ainsi qu'à prendre des mesures pour accroître l'industrialisation afin d'augmenter la puissance économique du Japon. Cependant, avant qu'aucune mesure ne puisse prendre effet, la guerre de Boshin de la restauration de Meiji commence. Malgré son rang nominal de général des armées Tokugawa, Matsudaira refuse de prendre les armes contre les armées impériales et se retire dans son domaine de Shinano pour attendre l'issue du conflit. Arrêté comme figure centrale dans le gouvernement de Tokugawa par les chefs de l'alliance Satchō, Matsudaira se voit donner une chance de prouver sa loyauté en menant une force militaire contre l'Ōuetsu Reppan Dōmei au nord du Japon. Après avoir accompli cette tâche, il est autorisé à conserver son rang de daimyō de Tanoguchi.
Matsudaira change officiellement son nom en juillet 1869, laissant tomber le nom Matsudaira en raison de ses associations avec le clan Tokugawa et revient à l'ancien nom de sa famille, « Ogyu ». En 1871, avec l'abolition du système han, Ogyu est confirmé comme gouverneur nommé de Tanoguchi, jusqu'à sa fusion dans la nouvelle préfecture de Nagano. En 1873, il entre dans le gouvernement de Meiji où il est chargé de la recherche des médailles et décorations émises par les gouvernements étrangers et de développer un système de récompense qui serait approprié pour le Japon. En 1884, dans le cadre du nouveau système de pairie kazoku, il est élevé au rang de vicomte (shishaku). Ce titre est élevé à celui de comte (hakushaku) en 1907. Il est également actif avec Sano Tsunetami dans la fondation du Hakuaisha, le prédécesseur de la Croix-Rouge japonaise. En 1909, il est sollicité pour devenir membre du Conseil privé. Ogyu meurt l'année suivante et reçoit l'Ordre du Soleil levant avec grappes de paulownia à titre posthume.